# Александар Оленик
Александар Оленик (Кикинда, 1. септембар 1973) српски је политичар и адвокат. Бивши је председник Грађанског демократског форума. Такође ради у правном тиму Геј стрејт алијансе, организације која се бори за права ЛГБТ+ особа у Србији.

## Биографија
Рођен је 1. септембра 1973. године у Кикинди, у тадашњој Социјалистичкој Републици Србији.
Радио је као адвокат у више домаћих и међународних организација, попут Норвешког савета за избеглице, Данског савета за избеглице, Mercy Corps и Фонда за хуманитарно право, где је пред домаћим и међународним судовима заступао националне и верске мањине, интерно расељена лица, избеглице и жртве ратних злочина. Тренутно на сличним случајевима ради у београдском Центру за права мањина и Европском центру за права Рома у Будимпешти. Током 2010. је у УНДП у Београду радио на позицији националног консултанта задуженог за анализу примене Кривичног закона у делу који третира дискриминацију.
Био је члан Покрета слободних грађана, у коме је имао функцију члана извршног одбора и шефа правног тима.
Након што се бивши председник покрета Саша Јанковић повукао из политике, кандидовао се за председника. Убрзо је на ту функцију изабран Сергеј Трифуновић.
Године 2019, уз још неколико чланова, напустио је Покрет слободних грађана почетком, тврдећи да покрет нису напустили због Трифуновића, већ због промене политике.
Био је један од иницијатора оснивања нове политичке организације Грађански демократски форум, чији је председник постао на оснивачкој скупштини у марту 2019.
2020. године нашао се на листи Грађанског демократског форума у оквиру коалиције  касније Уједињена демократска Србија, коју су још чинили Србија 21, Лига социјалдемократа Војводине (ЛСВ), Војвођански фронт, Странка модерне Србије (СМС) и неколико искључених чланова Демократске странке, на челу са Горданом Чомић. Коалиција је изашла на Парламентарне изборе у Србији 2020. које је опозиција бојкотовала. Упркос томе, нису успели да освоје ни један мандат, односно само 0,95% гласова. Без обзира на то више чланова са ове листе ушли су владу Ане Брнабић где је Гордана Чомић постала министарка за људска и мањинска права.
На протесте Србија против насиља (2023) позивао је са трга Мајдан у Кијеву.

## Ставови
Познат је по својим антиклерикалним ставовима и противљењу Српској православној цркви, те се залаже за укидање веронауке у школама у Србији, као и за увођење „пореза на луксуз” за Цркву.